# Tourbières du Lévezou
Tourbières du Lévezou este o arie protejată (sit de importanță comunitară — SCI) din Franța întinsă pe o suprafață de 487 ha, integral pe uscat.

## Localizare
Centrul sitului Tourbières du Lévezou este situat la coordonatele 44°11′44″N 2°54′05″E / 44.19556°N 2.90139°E.

## Înființare
Situl Tourbières du Lévezou a fost declarat arie specială de conservare în baza directivei 92/43 din 1992 referitoare la conservarea habitatelor naturale și a faunei și florei sălbatice pentru a proteja un număr necunoscut de specii din flora spontană și fauna sălbatică aflate în arealul zonei.

## Biodiversitate
Situată în ecoregiunile continentală și mediteraneană, aria protejată conține 13 habitate naturale: Ape stătătoare oligotrofe până la mezotrofe, cu vegetație de Littorelletea uniflorae și/sau de Isoëto-Nanojuncetea, Lacuri și iazuri distrofice naturale, Ape oligotrofe din câmpii nisipoase, cu un conținut foarte redus de minerale (Littorelletalia uniflorae), Formațiuni ierboase bogate în specii de Nardus, dezvoltate pe substraturi silicioase în zone montane (și în zone submontane, în Europa continentală), Fânețe montane, Mlaștini oligotrofe degradate, capabile încă de regenerare naturală, Mlaștini turboase de tranziție și turbării mișcătoare, Pajiști uscate europene, Pajiști cu Molinia pe soluri calcaroase, turboase sau argilos-nămoloase (Molinion caeruleae), Depresiuni pe substraturi de turbă de Rhynchosporion, Turbării active, Liziere de ierburi înalte hidrofile de câmpie și de nivel montan până la alpin, Pajiști umede mediteraneene cu ierburi înalte de Molinio-Holoschoenion.
La baza desemnării sitului se află un număr nedeclarat de specii protejate.
Pe lângă speciile protejate, pe teritoriul sitului au mai fost identificate 59 de specii de plante, 2 specii de nevertebrate.